# Limnophila angularis
Limnophila angularis är en tvåvingeart som beskrevs av Alexander 1929. Limnophila angularis ingår i släktet Limnophila och familjen småharkrankar. Inga underarter finns listade i Catalogue of Life.